# الجسم الكهفي للبظر
الجسم الكهفي للبظر هو جسم حساس يُحسب على منطقة البظر ويحتوي على أنسجة انتصاب تحتوي بدورها على كمية من الدم الذي يلعب دوراً مهما في انتصاب البظر. يتواجد هذا «الجُسيم» لدى الإناث ويُقابل الجسم الكهفي لدى الذكور.

## التشريح
يتوفر الجسم الكهفي للقضيب على مجموعة من الأنسجة المحتقنة بالدم والتي تلعب دورا مهما في انتصاب البظر.

## علم وظائف الأعضاء
في بعض الأحيان يُفرز الجسم أحادي أكسيد النيتروجين الذي يسبق استرخاء البظر في عملية مماثلة عند ذكر أيضا.
خلال مرحلة الإثارة الدنسية يتدفق المزيد من الدم عبر الشريان باتجاه البظر فيولد ضغطا على تلك المنطقة مما ينجم عنها بروز وتوسع خاصة خلال احتقان الدم في البظر؛ وبالتالي الوصول للنشوة الجنسية من خلال القذف وتعزيز حساسية المنطقة خلال الاتصال الجسدي.